# Dekanat Toruń I
Dekanat Toruń I – jeden z 24 dekanatów w rzymskokatolickiej diecezji toruńskiej.

## Historia
Dekanat toruński niegdyś należał do diecezji chełmińskiej z siedzibą w Pelplinie. Od 25 marca 1992 roku przynależy on do diecezji toruńskiej. Obecny kształt dekanat uzyskał na przełomie 2001 i 2002 roku po reorganizacji struktur diecezjalnych.

## Parafie
Lista parafii:
| Lp | Miejscowość / parafia                             | Proboszcz / administrator        | Zdjęcie |
| -- | ------------------------------------------------- | -------------------------------- | ------- |
| 1  | Toruń Chrystusa Króla                             | ks. prałat Andrzej Nowicki       |         |
| 2  | Toruń Najświętszej Maryi Panny Częstochowskiej    | o. Łukasz Kręgiel OSPPE          |         |
| 3  | Toruń Matki Bożej Królowej Polski                 | ks. kanonik Andrzej Kowalski     |         |
| 4  | Toruń Najświętszego Ciała i Krwi Chrystusa        | ks. kanonik Jan Ropel            |         |
| 5  | Toruń św. Jakuba Apostoła                         | ks. kanonik Wojciech Kiedrowicz  |         |
| 6  | Toruń św. Jana Chrzciciela i św. Jana Ewangelisty | ks. prałat Marek Rumiński        |         |
| 7  | Toruń Wniebowzięcia Najświętszej Maryi Panny      | ks. prałat Wojciech Niedźwiedzki |         |